# Cosas de casados
Cosas de casados fue una serie de televisión de la cadena Televisa, producida por Humberto Navarro entre los años 1984 y 1986, parte de la barra cómica del Canal De Las Estrellas.

## Argumento
Cosas de casados es un programa que habla acerca de varios temas que surgen en un matrimonio, como el amor, las peleas y confusiones, interpretado por diversas parejas a lo largo de la serie, con un toque cómico y divertido.

## Reparto
Temporada 1 (1984) - Temporada 2 (1985)
- Miguel Palmer - Miguel
- Leticia Perdigón - Leticia
- Guillermo Rivas "El Borras" - Don Meme

Temporada 3 (1986)
- Aarón Hernán - Aarón
- Guadalupe Andrade - Lupe
- Aida Pierce - Aida
- Gary Rivas -Gary
- Guillermo Rivas "El Borras" - Don Meme

## Invitados
- María Elena Saldaña
- Benny Ibarra (padre)
- Lilia Michel
- Lorena Velázquez
- Maribel Fernández
- Octavio Galindo